# Ted Lyons
Pour les articles homonymes, voir Lyons.
 (août 2023).
La mise en forme du texte ne suit pas les recommandations de Wikipédia : il faut le « wikifier ».
Les points d'amélioration suivants sont les cas les plus fréquents. Le détail des points à revoir est peut-être précisé sur la page de discussion.
- Les titres sont pré-formatés par le logiciel. Ils ne sont ni en capitales, ni en gras.
- Le texte ne doit pas être écrit en capitales (les noms de famille non plus), ni en gras, ni en italique, ni en « petit »…
- Le gras n'est utilisé que pour surligner le titre de l'article dans l'introduction, une seule fois.
- L'italique est rarement utilisé : mots en langue étrangère, titres d'œuvres, noms de bateaux, etc.
- Les citations ne sont pas en italique mais en corps de texte normal. Elles sont entourées par des guillemets français : « et ».
- Les listes à puces sont à éviter, des paragraphes rédigés étant largement préférés. Les tableaux sont à réserver à la présentation de données structurées (résultats, etc.).
- Les appels de note de bas de page (petits chiffres en exposant, introduits par l'outil «  Source ») sont à placer entre la fin de phrase et le point final[comme ça].
- Les liens internes (vers d'autres articles de Wikipédia) sont à choisir avec parcimonie. Créez des liens vers des articles approfondissant le sujet. Les termes génériques sans rapport avec le sujet sont à éviter, ainsi que les répétitions de liens vers un même terme.
- Les liens externes sont à placer uniquement dans une section « Liens externes », à la fin de l'article. Ces liens sont à choisir avec parcimonie suivant les règles définies. Si un lien sert de source à l'article, son insertion dans le texte est à faire par les notes de bas de page.
- La présentation des références doit suivre les conventions bibliographiques. Il est recommandé d'utiliser les modèles {{Ouvrage}}, {{Chapitre}}, {{Article}}, {{Lien web}} et/ou {{Bibliographie}}. Le mode d'édition visuel peut mettre en forme automatiquement les références.
- Insérer une infobox (cadre d'informations à droite) n'est pas obligatoire pour parachever la mise en page.

Pour une aide détaillée, merci de consulter Aide:Wikification.
Si vous pensez que ces points ont été résolus, vous pouvez retirer ce bandeau et améliorer la mise en forme d'un autre article.
Theodore Amar Lyons dit Ted Lyons, né à Lake Charles, Louisiane le 28 décembre 1900 et mort le 25 juillet 1985 à Sulphur, Louisiane est un joueur professionnel de baseball ayant évolué dans la Ligue Majeure de 1923 à 1946. Sa carrière fut interrompue entre 1943 et 1945 par son service militaire. Il a joué pendant toute sa carrière pour les White Sox de Chicago.  
Il a le plus grand nombre de victoires (260), de défaites (230), de matchs démarrés (484) et de match complets (356) en carrière pour les White Sox.

## Carrière en Ligue Majeure
Il commence sa carrière le 2 juin 1923 en tant que lanceur de relève lors d'un match face aux Browns de Saint-Louis perdu par les White Sox. Il obtient sa première décision, une défaite, face aux Tigers de Detroit le 2 octobre. Le 6 octobre, il obtient la victoire dans les deux matchs d'un double header face aux Indians de Cleveland.

### 1925
Le 19 septembre 1925, lors de la victoire des White Sox face aux Senators de Washington 17-0, il lance huit manches deux-tiers sans points ni coups sûrs avant de concéder un simple à Bobby Veach.
Il finit l’année 1925 avec 21 victoires, à égalité avec Eddie Rommel, et une moyenne de points mérités de 3,26. Il devance aussi les lanceurs de Ligue Majeure en blanchissages avec 5.

### 1926 - 1927
Le 21 aout 1926, il lance un match sans points ni coups sûrs lors d’une victoire 4-0 contre les Red Sox de Boston.
Il finit l’année 1927 avec 22 victoires (meilleur total en Ligue Américaine à égalité avec Waite Hoyt) et une moyenne de points mérités de 2,84. Il devance aussi les lanceurs de Ligue Majeure en match complet avec 30. Il termine troisième au vote du joueur par Excellence de la Ligue américaine derrière Lou Gehrig et Harry Heilmann.

### 1929
Le 24 mai 1929, les White Sox affrontent les Tigers de Detroit. Ted Lyons est le lanceur partant pour les White Sox, George Uhle pour les Tigers.
Dans le bas de la première manche, les White Sox marquent deux points grâce à simple de Bill Hunnefield qui permet à Alex Metzler de marquer et un triple de Willie Kamm. Dans le haut de la deuxième manche, les Tigers prennent l’avantage en marquant d’abord grâce a un sacrifice de Heinie Schuble, un simple de Roy Johnson et un double de Harry Rice. Dans le haut de la troisième manche les Tigers creusent l’écart en marquant un point. Dans le bas de la sixième manche, les White Sox marquent trois points, leur permettant de mener 5-4. Cependant, les Tigers égalisent dans le haut de la septième manche grâce à un sacrifice de Dale Alexander. Le score reste ainsi jusqu’au haut de la 21ème manche lorsque George Uhle frappe un simple. Il est remplacé par Emil Yde qui va en troisième base sur un simple de Roy Johnson. Charlie Gehringer frappe alors un sacrifice qui permet aux Tigers de prendre à nouveau l’avantage. Dans le bas de la manche, Johnny Watwood frappe un simple, mais Lil Stoner retire les trois batteurs suivants mettant fin à la rencontre.
Ted Lyons est donc crédité de la défaite et d’un match complet. Pendant ce match, il a accordé 6 points mérités et 24 coups sûrs en ayant affronté 85 batteurs. Il a lancé 13 manches consécutives sans points.
Aucun lanceur n’a depuis lancé 20 manches ou plus dans un match.

### 1930
En 1930, il lance 29 matchs complets (meilleur total en Ligue Majeure) avec une fiche de 22 victoires et 15 défaites et une moyenne de points mérités de 3,78. C’est sa troisième et dernière saison où il obtient 20 victoires ou plus.

### 1931
Alors âgé de 30 ans, Ted Lyons se blesse à l’épaule et démarre seulement 12 matchs dans la saison. Il termine la saison avec 4 victoires et 6 défaites et une moyenne de points mérités de 4,01.

### 1932 - 1938
En 1932, Lyons améliore sa moyenne de points mérités de 3,28 malgré une fiche de 10 victoires et 15 défaites.
En 1933, Ted Lyons termine la saison avec 21 défaites, le pire total de la Ligue Américaine et a une moyenne de points mérités de 4,38. 
La saison 1934 est sa troisième saison consécutive avec plus de 200 manches lancées.
Entre 1931 et 1934, sa moyenne de points mérités est de 4,13. Le manager des White Sox Jimmy Dykes lui accorde alors 6 jours de repos entre chaque match démarré.
Il améliore sa fiche en 1935 (15 victoires – 8 défaites) et sa moyenne de points mérités (3,02).

### 1939
Entre 1931 et 1938, sa moyenne de points mérités repasse au-dessus de 4. Il modifie ses lancers en passant d'une balle rapide à une balle papillon et Jimmy Dykes lui fait lancer seulement lors des matchs du dimanche.
Entre le 18 juin et 16 juillet, il n’accorde aucun but sur balles. Au total, il lance 42 manches consécutives sans but sur balles.
Il est sélectionné pour la première fois au match des étoiles mais ne lance pas.
Il termine l’année avec 14 victoires et 6 défaites et une moyenne de points mérités de 2,76.

### 1940
En 1940, il termine premier de la Ligue Américaine en blanchissage avec 4 à égalité avec Bob Feller.
Il termine avec 12 victoires et 8 défaites.

### 1942
La saison 1942 est l’une de ses meilleures saisons. Il termine avec la meilleure moyenne de points mérités de la Ligue Américaine avec 2,10. Il démarre 20 matchs et les complète tous. Il finit avec 14 victoires, 6 défaites et 1 blanchissage.

### 1943 – 1945
Il manque trois saisons a cause de son service militaire. 

### 1946
A 45 ans, il retourne une saison après son service militaire. Il démarre 5 matchs.
Pour son premier match contre les Browns de Saint-Louis, il lance 8 manches sans points mais concède 2 points non mérités dans le bas de la neuvième manche et est crédité de la défaite. Le dimanche suivant il obtient sa 260eme victoire en carrière lors de la victoire 4-3 des White Sox contre les Browns de Saint-Louis. Il lance 3 autres matchs complets qu’il perd tous.
Entre 1941 et 1946, il a lancé 28 matchs qu’il a tous complété.

## Apres carrière
Le 23 mai 1946,  par Ted Lyons remplace Jimmy Dykes au poste de manager après 12 saisons passées avec les White Sox.
En 1948 les White Sox perdent 101 matchs et Ted Lyons est remplacé par Jack Onslow. Il devient alors entraineur des lanceurs aux Tigers (1949-1953) puis aux Dodgers de Brooklyn (1954).
Il est scout pendant 15 ans avec les White Sox. 

## Honneurs
Ted Lyons est élu au Temple de la renommée quand il reçoit 86,5% des voix, deuxième derrière Joe DiMaggio.
En 1983 les White Sox souhaite retirer le maillot de Ted Lyons lors d’une cérémonie pour le 50ème anniversaire du premier Match des Etoiles qui avait eu lieu au Comiskey Park. Néanmoins Lyons refuse souhaitant que des jeunes joueurs portent son numéro.
Un an après sa mort, les White Sox retirent son numéro 16.

## Vie personnelle
Il ne s’est jamais marie et a vécu avec sa sœur a Vinton, Louisiane.
Il meurt le 25 juillet 1986 à Sulphur, Louisiane.